# Vladimír Janočko
Vladimír Janočko (Košice, 2 december 1976) is een profvoetballer uit Slowakije, die sinds de zomer van 2009 voor de Oostenrijkse club FC Admira Wacker Mödling speelt. Daarvoor was hij als middenvelder actief in zijn vaderland Slowakije en Griekenland. Als speler van Austria Wien werd hij verkozen tot zowel Oostenrijks voetballer van het jaar (2002) als Slowaaks voetballer van het jaar (2003).

## Interlandcarrière
Janočko kwam in totaal 42 keer (drie doelpunten) uit voor het Slowaaks voetbalelftal in de periode 1999-2006. Hij maakte zijn debuut op 4 september 1999 in de EK-kwalificatiewedstrijd in Bratislava tegen Roemenië, die met 5-1 werd verloren, onder meer door twee treffers van de Roemeense spits Viorel Moldovan.

## Erelijst
1. FC Košice
- Slowaaks landskampioen

1997, 1998
 Austria Wien
- Oostenrijks landskampioen

2003, 2006
- Oostenrijks bekerwinnaar

2003, 2005, 2006
- Oostenrijks voetballer van het jaar

2002
- Slowaaks voetballer van het jaar

2003
 Red Bull Salzburg
- Oostenrijks landskampioen

2007, 2009